# Йоргос Кутруманіс
Йоргос Кутруманіс (грец. Γιώργος Κουτρουμάνης, 1955) — грецький політик. Колишній міністр праці і соціального захисту Греції.

## Біографічні відомості
Йоргос Кутруманіс народився в 1955 році у Неохорі, Калаврита. Вивчав математику в Афінському університеті. Одружений з Василісою Сотіропуло, має із нею спільного сина.
Був членом правління і президентом профспілкового союзу ADEDY впродовж 6 строків підряд. Він є одним із засновників Unicef у Греції. Від 2005 року він є членом Національної ради однієї з провідних партій Греції ПАСОК.
Обраний депутат Грецького парламенту за другим Афінським округом від ПАСОК на дострокових виборах 2009 року. Того самого 2009 року почав службу у міністерстві з питань праці та соціального захисту в уряді Йоргоса Папандреу при міністрі Андреасі Ловердосі. Коли у вересні 2010 року на посаду міністра праці та соціального захисту населення була призначена Лука Кацелі, залишився на своїй позиції. У червні 2011 року сам призначений міністром.